# Tha hóa hành vi
"Tha hóa hành vi" (tiếng Anh: behavioral sink) là thuật ngữ do nhà nghiên cứu tập tính động vật John B. Calhoun phát minh ra để mô tả những hành vi bất thường (như là từ chối giao phối, đồng tính luyến ái, bỏ mặc con non...) xuất hiện khi mật độ quần thể quá đông đúc. Thuật ngữ này bắt nguồn từ một loạt các thí nghiệm do Calhoun tiến hành (Thử nghiệm "Vũ trụ 25", tiếng Anh: Universe 25) về sự quá tải trong quần thể chuột Na Uy từ năm 1958 đến năm 1962.
Trong các thí nghiệm này, Calhoun và các nhà nghiên cứu đã tạo ra một loạt "thiên đường cho chuột" - một không gian khép kín mà trong đó chuột được cung cấp thức ăn và nước uống không giới hạn, tạo điều kiện cho quần thể tăng trưởng không kiểm soát. Kết quả là đàn chuột chỉ sinh sản đến một mức nhất định rồi sau đó một loạt các hành vi bất thường xảy ra, việc sinh sản ngừng lại và cuối cùng đàn chuột diệt vong. Calhoun đã đặt ra thuật ngữ "tha hóa hành vi" trong báo cáo ngày 01 tháng 2 năm 1962 của mình trong một bài báo có tiêu đề "Mật độ dân số và bệnh lý xã hội" trên tạp chí Scientific American về thí nghiệm trên chuột. Sau đó, ông thực hiện các thí nghiệm tương tự trên chuột, từ năm 1968 đến năm 1972. Nghiên cứu của Calhoun đã được sử dụng như một mô hình động vật về sự sụp đổ xã hội, và nghiên cứu của ông đã trở thành một nền tảng của xã hội học đô thị và tâm lý học nói chung.

## Thử nghiệm "Vũ trụ 25"
Mang tên "Vũ trụ 25", thí nghiệm do Calhoun xây dựng sẽ cung cấp điều kiện sống lý tưởng cho 4 cặp chuột trong một không gian giới hạn, và quan sát quá trình phát triển của quần thể chuột. Chuột ở “Vũ trụ 25” được cung cấp đầy đủ thức ăn nước uống để chúng có thể ăn uống thỏa thích, nguyên liệu làm tổ được cung cấp đầy đủ và sạch sẽ để chuột cái có thể nuôi chuột con một cách thuận lợi nhất. Diện tích lồng nuôi chuột có thể chứa được 3.840 con, bốn cặp chuột giống được chọn là những con khỏe mạnh nhất từ Viện Y tế Quốc gia để loại trừ nguy cơ bệnh dịch hoặc dị tật bẩm sinh.
Kết quả:
- Số lượng chuột tăng gấp đôi sau mỗi 55 ngày đầu tiên.
- Con số này tiếp tục tăng mạnh và đạt mốc 620 con chuột vào ngày thứ 315.
- Sau đó tốc độ tăng dân số bắt đầu chậm lại, phải mất 145 ngày để số lượng chuột tăng gấp đôi lên mức trên 1.200 con. Điều này khá vô lý vì không gian và thức ăn đủ để chúng sinh sản thêm gần 3.000 con chuột nữa.
- Từ ngày thứ 315 trở đi, những con chuột không còn có thể giữ được cấu trúc xã hội và trạng thái hành vi bình thường.
- Lần sinh nở thành công cuối cùng của quần thể này là vào ngày thứ 600, đó cũng là khi số lượng quần thể chuột đạt mức tối đa: hơn 2000 con
- Sau đó số lượng chuột giảm dần do không có chuột con sinh ra để thay thế cho số chuột bị chết đi.
- Những con chuột thuộc những lứa sau cùng đã không chịu giao phối nữa, số lượng quần thể vì vậy không thể hồi phục cho tới khi cả quần thể bị tuyệt diệt. Con chuột cuối cùng chết vào ngày 1.575.

### Những rối loạn hành vi
Khi số lượng đạt tới mức nhất định (ngày 315), những con chuột ngày càng trở nên bất thường. Bạo lực nhanh chóng vượt khỏi tầm kiểm soát. Ăn thịt đồng loại và giết hại lẫn nhau xảy ra. Các con đực trở nên cuồng dâm và tỷ lệ đồng tính luyến ái ngày càng gia tăng. Calhoun gọi dòng xoáy này là "tha hóa hành vi".
Một số con chuột đực bắt đầu có hành vi liên tục giao phối với bất kỳ con chuột nào tình cờ ở gần đó, dù là cái hay đực. Một số con chuột đực hoàn toàn trở thành đồng tính luyến ái hoặc cuồng dâm (hypersexual).
Ngoài việc giảm khả năng sinh đẻ, hành vi của chuột cái và chuột đực thay đổi đột ngột. Mối liên hệ xã hội bị phá vỡ, chuột đực không có lý do gì lại đột nhiên thích chiếm cứ lãnh thổ và nguồn thức ăn (trong khi có rất nhiều thức ăn và không gian). Chúng trở nên chán nản, lập "hội" riêng và thỉnh thoảng cắn xé nhau mà không có lý do. Nhiều con chuột cũng bắt đầu giết hại và ăn thịt lẫn nhau cho dù nguồn thức ăn thừa thãi. Tương tự, chuột cái cũng bắt đầu bỏ bê con cái, ngừng sinh sản và thậm chí tấn công con mình. Hậu quả là dần dần cả con cái và con đực đều ngừng sinh sản. Tỷ lệ tử vong ở chuột con tăng lên tới 96%.
Những chuột con sống sót nhưng bị mẹ ruồng bỏ, sẽ lớn lên mà không thể kết nối với xã hội chuột, chúng sống tách mình. Một nhóm nhỏ chuột cái và chuột đực tách mình khỏi xã hội chuột để sống trong các tầng cao hơn. Những con chuột này không làm gì ngoài việc ngủ, ăn và làm sạch lông. Chúng dường như mất hứng thú với mọi mối quan hệ xã hội, từ chối giao tiếp hay giao phối. Chúng không sinh nở, không giao tiếp mà chỉ quan tâm tới ăn uống, ngủ và chăm sóc cho bản thân.
Do số lượng chuột tham gia sinh sản ngày càng giảm nên số lượng chuột trong quần thể cũng suy giảm. Đến giai đoạn cuối, có những con không bị ảnh hưởng bởi bạo lực và tử vong, nhưng chúng cũng không có hứng thú đi tìm bạn tình và cũng không muốn chăm sóc con non. Ngay cả khi số lượng đàn chuột giảm về mức ban đầu, chúng cũng từ chối sinh sản hoặc giao tiếp với nhau như trước. Toàn bộ cấu trúc xã hội của bầy chuột đã sụp đổ.
Do không muốn sinh sản nên đàn chuột chết dần mà không có thế hệ nối tiếp, cuối cùng cả quần thể diệt vong. Vào cuối các thí nghiệm, những con chuột còn sống đã trở nên tha hóa hoàn toàn về mặt tâm lý: không quan tâm đến sinh sản và tương tác xã hội. Ngay cả khi được đưa trở lại các cộng đồng chuột bình thường, những con vật "tự kỷ về mặt xã hội" này vẫn sống cô lập cho đến khi chết. Theo lời của một trong những cộng tác viên của Calhoun, "thành phố không tưởng" của loài chuột đã biến thành "địa ngục".
Chỉ trong vòng 4 năm, tất cả chuột trong xã hội "Vũ trụ 25" đã diệt vong. Calhoun lưu ý rằng mặc dù đàn chuột sống thêm vài tháng nữa nhưng chúng thực sự đã chết từ ngày 315 – ngày mà mối liên kết xã hội giữa đàn bắt đầu bị sụp đổ. Ông viết: "Tinh thần đã chết (đó là cái chết đầu tiên). Chúng không còn có thể thực hiện những hành vi phức tạp hơn để tồn tại. Những con sống trong bối cảnh đó đều sẽ chết".